# 小中台町
小中台町（こなかだいちょう）は、千葉県千葉市稲毛区の町名。郵便番号263-0044。

## 地理
千葉市稲毛区北西部に位置する。北で宮野木台、北東で宮野木町、東で園生町、南で小仲台、南西で稲毛町、西で花見川区南花園・西小中台と隣接する。

### 地価
住宅地の地価は、2014年（平成26年）1月1日に公表された公示地価によれば、小中台町309番6の地点で11万5000円/m2となっている。

## 歴史
- 戦前は、現在の小仲台も含め、町域の半分が陸軍防空学校の敷地だった。
- 昭和20年代の一時期の、書籍や地図には「小仲台町」という誤表記[要検証 – ノート]をしている物も多かった。[5]

### 沿革
- 明治以前：下総国千葉郡小中台村
- 1869年（明治2年）1月13日：葛飾県の成立に伴い、葛飾県千葉郡小中台村となる。
- 1871年（明治4年）12月25日：印旛県の成立に伴い、印旛県千葉郡小中台村となる。
- 1873年（明治6年）6月15日：印旛県と木更津県が合併して千葉県が誕生したのに伴い、千葉県千葉郡小中台村となる。
- 1889年（明治22年）4月1日：同じ千葉郡内の、園生村・西寺山村・原村・高品村・宮野木村・東寺山村・萩台村・殿台村・作草部村と合併して都賀村となる。
- 1937年（昭和12年）2月11日：都賀村が、同じ千葉郡内の蘇我町・検見川町・都村と共に千葉市へ編入される。
- 1938年（昭和13年）4月1日：千葉市小中台町となる。
- 1992年（平成4年）4月1日：千葉市が政令指定都市へ移行し、稲毛区の一部になる。

## 世帯数と人口
2017年（平成29年）9月30日現在の世帯数と人口は以下の通りである。
| 町丁     | 世帯数    | 人口    |
| -------- | --------- | ------- |
| 小中台町 | 3,429世帯 | 7,705人 |

## 小・中学校の学区
市立小・中学校に通う場合、学区は以下の通りとなる。
| 番地                                                                          | 小学校                 | 中学校               |
| ----------------------------------------------------------------------------- | ---------------------- | -------------------- |
| 435、488、501 515、567、1341 1498、1499－6 1505－(2、3) 1508～1533 1542～1549 | 千葉市立西小中台小学校 | 千葉市立日ケ丘中学校 |
| その他                                                                        | 千葉市立園生小学校     | 千葉市立小中台中学校 |

- 1276、1277、1282、1287番地等千葉市立小中台南小学校への学区外通学承認地域

## 施設
- プレア稲毛ホール（葬儀場）
- セブンイレブン千葉小中台町店